# Franky Vanhooren
Franky Vanhooren (Bruges, 27 ottobre 1963) è un pattinatore di short track belga.

## Biografia
Rappresentò il Belgio ai Giochi olimpici invernali di Albertville 1992, dove si è classificato 9º nella staffetta 5000 m, assieme a Geert Blanchart, Alain De Ruyter, Geert Dejonghe e Stephan Huygen.

Vinse la medaglia di bronzo ai mondiali di Amsterdam 1990 nella staffetta 5000 m.
Anche suo figlio Rino Vanhooren è divenuto pattinatore di short track.

## Palmarès
- Mondiali

Amsterdam 1990: bronzo nella staffetta 5000 m;